# Cod. Pal. graec. 398

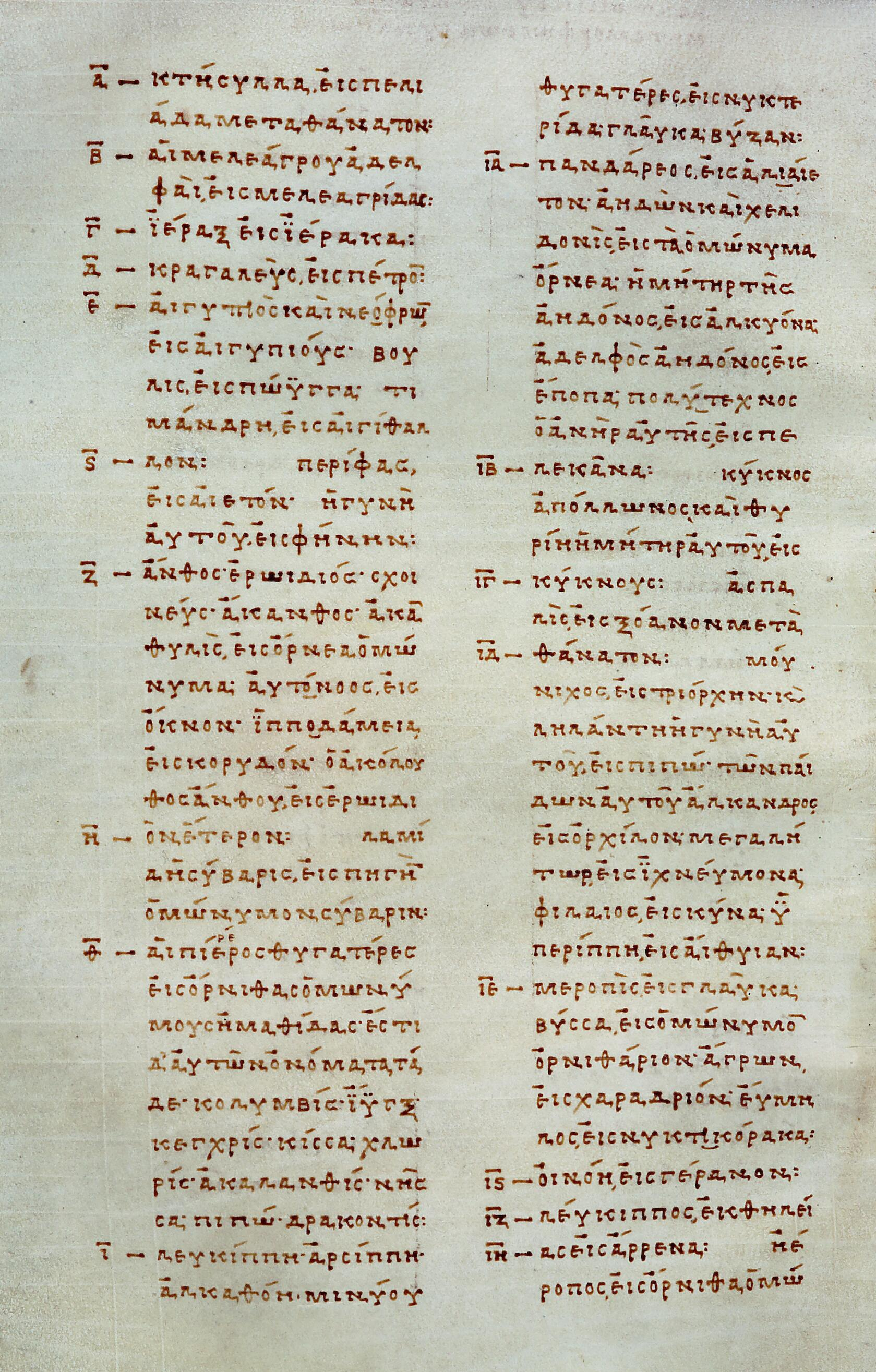
Codex Palatinus Graecus 398, Blatt 189 Verso: Die Historiae mirabiles des Antoninus Liberalis.

Der Codex mit der Signatur Cod. Pal. graec. 398 (steht für Codex Palatinus Graecus 398, „Griechischer Codex Nr. 398 der Bibliotheca Palatina“) der Universitätsbibliothek Heidelberg ist eine Sammelhandschrift mit unterschiedlichen griechischen Texten. Die Handschrift wurde von einem einzigen Schreiber wahrscheinlich noch im 9. Jahrhundert in Konstantinopel geschrieben; nur die später ergänzten Inhaltsverzeichnisse sind lateinisch. Die genaue Datierung ist umstritten. Der bekannteste Text, den die Handschrift enthält, ist die einzige Überlieferung des Berichtes von Hanno dem Seefahrer. Im Codex sind Werke von Arrian, Philon von Byzanz, Parthenios von Nicaea, Antoninus Liberalis, Hesychios von Milet, Phlegon von Tralleis, Apollonios Dyskolos, Antigonos von Karystos, Hippokrates von Kos, Themistokles Epistolographus (Pseudo-Themistokles), Diogenes von Sinope, Pseudo-Brutus sowie anonyme Bearbeitungen weiterer Texte überliefert. Die Handschrift gilt als Vertreterin der Collectio philosophica, einer in Konstantinopel gegen Ende des 9. Jahrhunderts entstandenen Sammlung von Texten die thematisch überwiegend der Philosophie und Rhetorik gewidmet sind.
Die Besitzgeschichte der Handschrift ist ausgesprochen wechselhaft, aber sehr gut belegt. Bis 1437 war die Handschrift in Konstantinopel. Von dort gelangte sie über Basel und Neuburg 1556 nach Heidelberg, wo sie Teil der Bibliotheca Palatina wurde. Mit dieser kam sie nach Rom, von dort 1797 in die Bibliothèque nationale, bevor sie 1815 wieder nach Heidelberg gelangte, wo sie heute in der Universitätsbibliothek aufbewahrt wird. 
Die Handschrift ist seit dem 15. Jahrhundert von zahlreichen Gelehrten genutzt und erforscht worden. Unter anderen Johann Froben, Johannes Reuchlin und Lukas Holste studierten die enthaltenen griechischen Texte.